# Слатина де Муреш (Арад)
Слатина де Муреш (рум. Slatina de Mureș) насеље је у Румунији у округу Арад у општини Барзава. Oпштина се налази на надморској висини од 318 m.

## Прошлост
Године 1846. "Слатина" је село са 370 становника. Православни храм је посвећен Силаску Св. Духа (празнику Духови), а парох је поп Исаија Поповић, којем помаже капелан Павел Унгуриан. Парохијско звање је основано 1742. године, а најстарије су матрикуле рођених и крштених из 1779. године. Као парохијске филијале ка Слатини су оријентисана околна исто тако мала насеља: Мањача (са 297 житеља) и Њагра (са 148).
У народну основну школу 1846/1847. године иде 10 ђака којима предаје учитељ Габријел Борду.

## Становништво
Према подацима из 2002. године у насељу је живело 223 становника, од којих су сви румунске националности.